# High Flux Isotope Reactor
High Flux Isotope Reactor (HFIR), (česky izotopový reaktor s vysokým neutronovým tokem) je výzkumný jaderný reaktor v Oak Ridge National Laboratory (ORNL) v Oak Ridge, Tennessee, Spojené státy americké. HFIR s výkonem 85 MW má jeden z nejvyšších toků neutronů ze všech výzkumných reaktorů na světě. Tepelné a studené neutrony produkované HFIR se používají ke studiu fyziky, chemie, radiochemie, materiálové vědy, inženýrství a biologie. Intenzivní tok neutronů, konstantní hustotu výkonu a palivové cykly konstantní délky využívá každý rok více než 500 výzkumníků k výzkumu základních vlastností kondenzované hmoty s pomocí neutronového rozptylu.

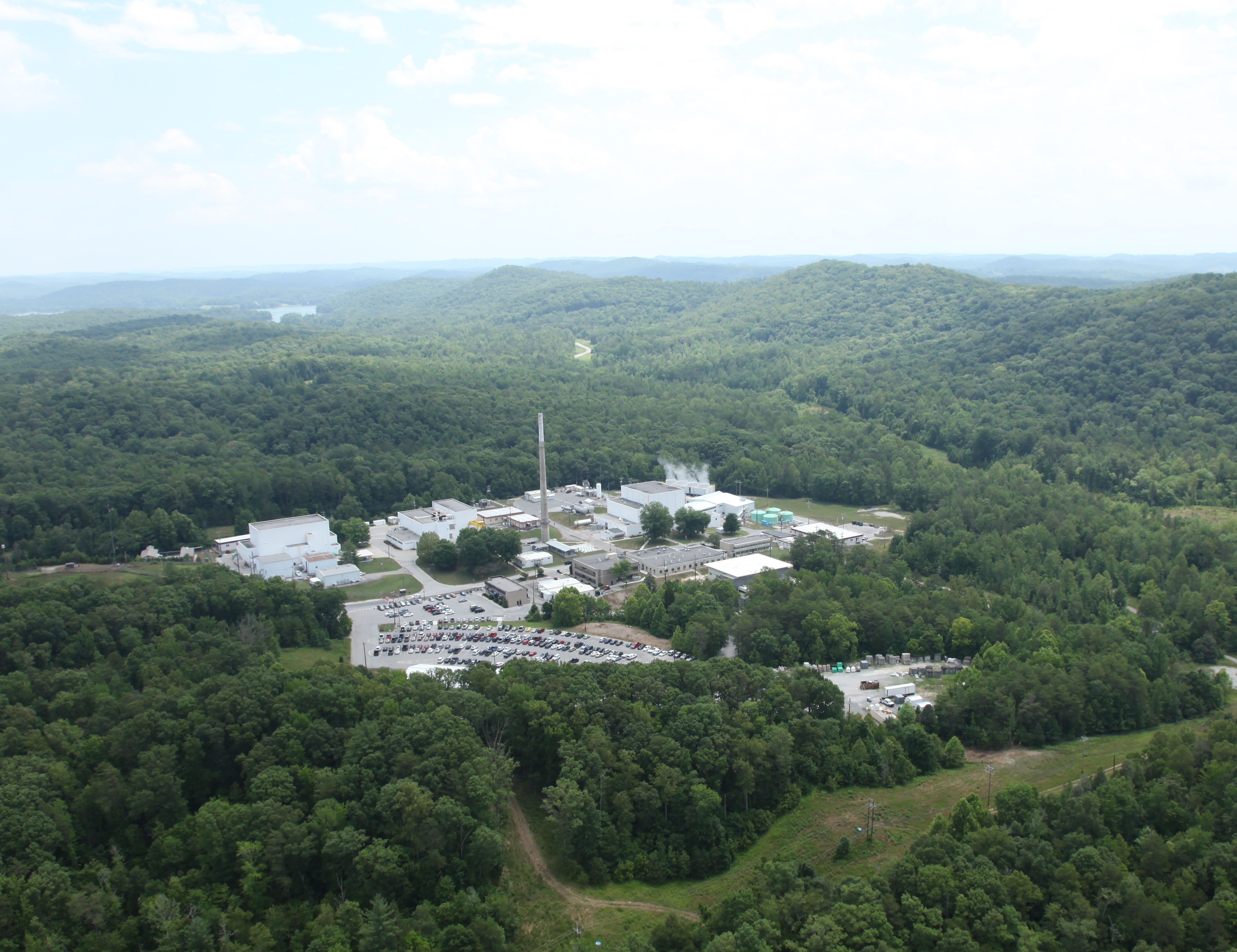
HFIR laboratoř v Oak Ridge

Zařízení pro výzkum rozptylu neutronů v HFIR obsahují prvotřídní sbírku přístrojů používaných pro základní a aplikovaný výzkum struktury a dynamiky hmoty. Reaktor je také používán pro lékařskou, průmyslovou a výzkumnou výrobu izotopů, výzkum neutronového poškození materiálů a neutronovou aktivaci pro detekci stopových prvků v materiálu. V budově se také nachází zařízení na gama ozařování, které využívá vyhořelé palivové soubory a je schopno vzorky ozářit velmi vysokou dávkou gama záření.
Transurany vytvořené v HFIR ozařováním byly využity na výrobu terčů pro objev několika super těžkých prvků.
Poslední odstávka reaktoru proběhla na konci srpna 2023 za účelem výměny paliva. 29. srpna 2023 bude zahájen 503. cyklus. Tato odstávka poskytuje příležitost instalovat zdroj studených neutronů do trubice s radiálním svazkem HB-2, což by poskytlo bezkonkurenční tok studených neutronů pro přístroje v nové naváděcí hale. Předpokládá se, že HFIR bude pokračovat v provozu minimálně do roku 2050. 
V listopadu 2007 představitelé ORNL oznámili, že time-of-flight experimenty na nově instalovaném studeném zdroji (který využívá kapalné helium a vodík ke zpomalení pohybu neutronů) prokázaly lepší výkon než se původně očekávalo, čímž se překonal (nebo alespoň dorovnal) předchozí světový rekord stanovený výzkumným reaktorem v Institutu Laue–Langevin v Grenoblu ve Francii.

## Historie

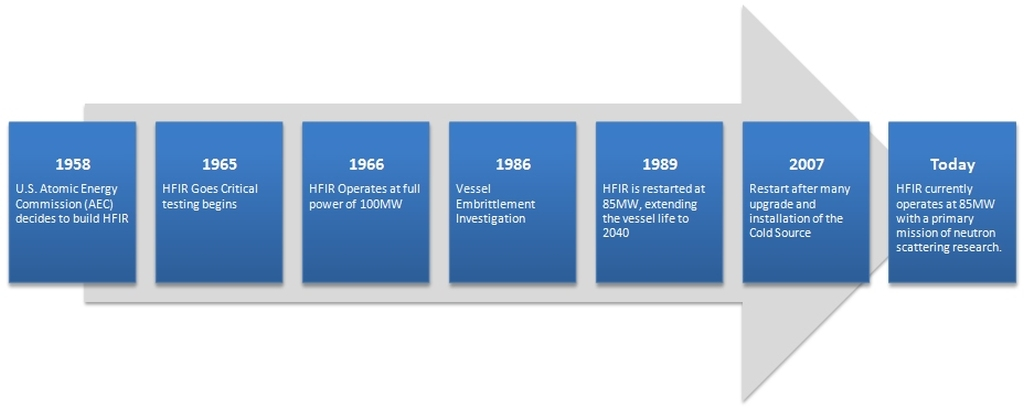
Časová osa izotopového reaktoru s vysokým tokem

V lednu 1958 přezkoumala americká komise pro atomovou energii (AEC) stav produkce izotopů transuranů ve Spojených státech. Do listopadu téhož roku se komise rozhodla postavit izotopový reaktor s vysokým tokem neutronů (HFIR) v Oak Ridge National Laboratory se základním zaměřením na výzkum a výrobu izotopů. Od té doby, co v roce 1965 poprvé dosáhl kritického stavu, se základní využití HFIR rozšířilo tak, aby zahrnovalo výzkum materiálů, jaderných paliv a energie z jaderné syntézy, výroby izotopů a výzkum pro lékařské, jaderné, detektorové a bezpečnostní účely.
Nízkoenergetický testovací program byl dokončen v lednu 1966, čímž začaly provozní cykly při 20, 50, 75, 90 a 100 MW. Od doby, kdy v září 1966 dosáhl svého projektovaného výkonu 100 MW, kolem pěti let od zahájení jeho výstavby, až do jeho dočasného odstavení na konci roku 1986, dosáhl HFIR rekordní provozní doby nepřekonané žádným jiným reaktorem ve Spojených státech. V prosinci 1973 dokončil svůj 100. palivový cyklus, z nichž každý trval zhruba 23 dní.
V listopadu 1986 ozařovací testy na vzorcích ukázaly, že nádoba reaktoru křehla kvůli neutronovému ozáření rychleji, než se původně předpokládalo. HFIR byl odstaven, aby bylo možné provést rozsáhlou kontrolu a zhodnocení zařízení. O dva roky a pět měsíců později, po důkladném přehodnocení, úpravách za účelem prodloužení životnosti reaktoru, ochrany integrity tlakové nádoby a modernizace přístrojů, byl reaktor znovu spuštěn s výkonem 85 MW. Spolu s fyzickými a procedurálními zlepšeními byly obnoveny školení, bezpečnostní analýzy a činnosti pro zajištění kvality. Dokumenty byly aktualizovány a v případě potřeby byly vytvořeny nové. Technické specifikace byly upraveny a přeformulovány tak, aby držely krok s konstrukčními změnami jak byly přijaty ministerstvem energetiky USA (DOE), dříve AEC. Nejenže byl snížen tlak primárního chladiva a výkon jádra, byly také přijaty dlouhodobé závazky týkající se technologických a procedurálních vylepšení.
Po důkladném přezkoumání mnoha aspektů provozu HFIR byl reaktor 18. dubna 1989 znovu spuštěn pro 288. palivový cyklus. Reaktor byl zpočátku omezen na velmi nízký výkon (8,5 MW) dokud nebyly všechny pracovníci důkladně vycvičeni a bylo možné nepřetržitě pracovat na vyšší výkon. Po restartu v dubnu 1989 došlo k další odstávce na devět měsíců kvůli otázce procedurální přiměřenosti. Během této doby byl dohled nad HFIR převeden na Úřad jaderné energetiky ministerstva energetiky. Původně reaktor pod dohledem Úřadu pro energetický výzkum. Po povolení ministra energetiky Jamese D. Watkinse obnovit provoz v lednu 1990 byl plný výkon dosažen 18. května 1990. Byly vytvořeny průběžné programy pro procesní a technologické vylepšení HFIR během jeho provozní životnosti.
V roce 2007 dokončil HFIR nejdramatičtější transformaci ve své 40leté historii. Během více než roční odstávky bylo zařízení zrekonstruováno a instalována řada nových přístrojů a také zdroj studených neutronů. Reaktor byl znovu spuštěn v polovině května téhož roku; svůj plný výkon 85 MW dosáhl během několika dnů a experimenty byly do týdne obnoveny. Vylepšení a modernizace zahrnují generální opravu konstrukce reaktoru pro spolehlivý a trvalý provoz, významnou modernizaci osmi spektrometrů pro tepelné neutrony v paprskové místnosti, nové ovládací prvky počítačového systému, instalaci zdroje studených neutronů s kapalný vodíkem a novou naváděcí halu pro vedení studených neutronů. V modernizovaném HFIR bude nakonec umístěno 15 přístrojů, včetně 7 pro výzkum využívající studené neutrony.
Ačkoli hlavním posláním HFIR je nyní výzkum rozptylu neutronů, jedním z jeho původních primárních účelů byla výroba Cf-252 a dalších izotopů transuranů pro výzkum a průmyslové a lékařské aplikace. HFIR je jediným západním světovým dodavatelem california-252, izotopu využívaným pro léčbu rakoviny, detekci znečišťujících látek v životním prostředí a výbušnin v zavazadlech. Kromě svých příspěvků k produkci izotopů a rozptylu neutronů poskytuje HFIR také řadu ozařovacích testů a experimentů, které využívají výjimečně vysokého neutronového toku v zařízení.

## Technický popis HFIR

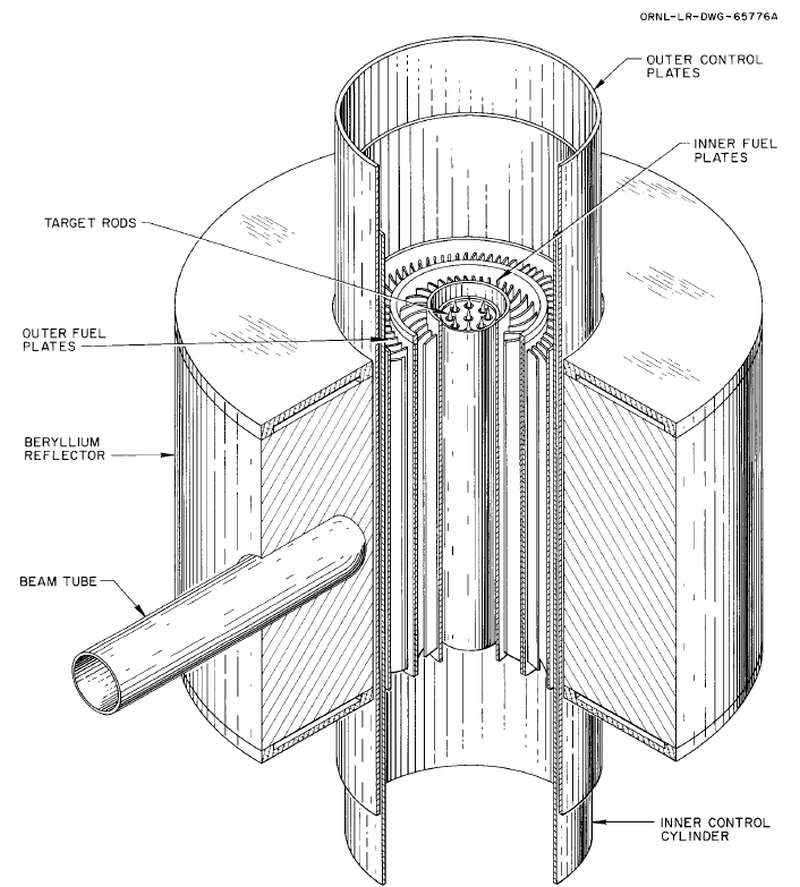
Zjednodušené jádro HFIR

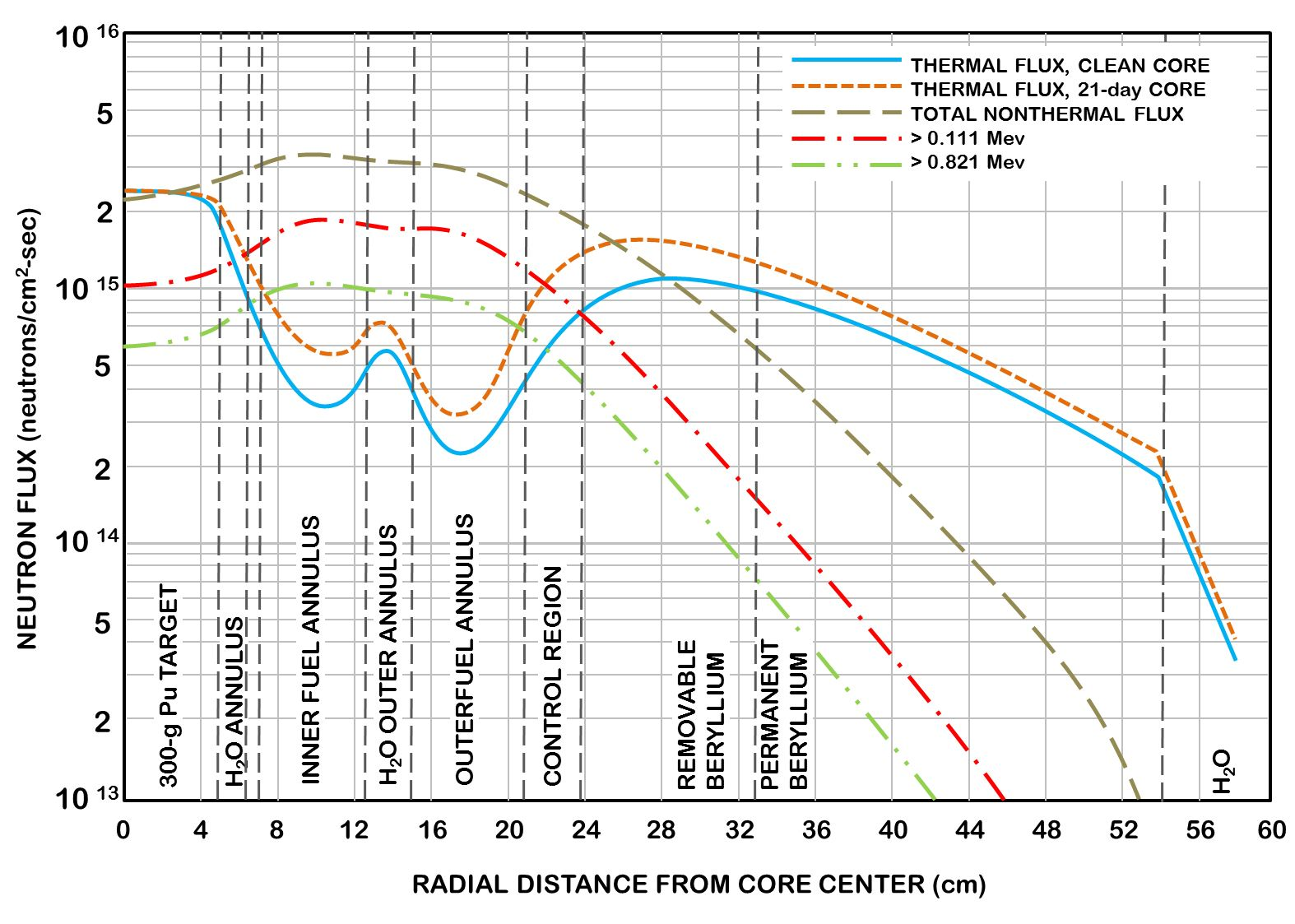
Graf toku neutronů v HFIR při plném výkonu 85 MW

HFIR je lehkou vodou chlazený a moderovaný reaktor s beryliovým reflektorem, který využívá vysoce obohacené uranové palivo. Předběžný koncepční návrh reaktoru byl založen na principu „lapače toku“, kde aktivní zóna reaktoru je složena z prstencové oblasti paliva obklopující moderační oblast bez paliva. Taková konfigurace umožňuje zpomalení rychlých neutronů unikajících z paliva v moderované oblasti a tak poskytuje oblast velmi vysokého toku tepelných neutronů ve středu ostrova. Tento shluk termalizovaných neutronů je „uvězněn“ v reaktoru, takže je dostupný pro výrobu izotopů. Velký tok neutronů v reflektoru vně paliva takového reaktoru může být zachycen protažením prázdných "paprskových" trubek do reflektoru, což umožňuje, aby neutrony byly vysílány do experimentů mimo stínění reaktoru. V reflektoru mohou být vytvořeny různé otvory pro ozařování materiálů pro experimenty nebo produkci izotopů. 
Původním účelem HFIR byla produkce izotopů těžších, než plutonium Původní návrháři však zahrnovali mnoho dalších experimentálních zařízení a od té doby bylo přidáno několik dalších. Dostupná experimentální zařízení zahrnují (1) čtyři trubice horizontálního paprsku, které vyhází z beryliového reflektoru, (2) hydraulická trubice ozařovacího zařízení v oblasti velmi vysokého toku, která umožňuje vkládání a odebírání vzorků za chodu reaktoru, (3) třicet cílových pozic v lapači toku, které normálně obsahují produkční tyče s transurany, ale které lze použít pro ozařování jiných experimentů, (4) šest periferních cílových poloh na vnějším okraji lapače toku, (5) několik vertikálních ozařovacích zařízení různých velikostí v celém beryliovém reflektoru, (6) dvě pneumatická trubková zařízení v beryliovém reflektoru, která umožňují vkládání a odebírání vzorků za chodu reaktoru pro neutronovou aktivační analýzu a (7) dvě zařízení pro šikmý přístup, nazývaná "technická zařízení", na vnějším okraji beryliového reflektoru. Kromě toho se soubory vyhořelého paliva používají k zajištění zařízení pro ozařování gama v bazénu reaktoru.

### Sestava aktivní zóny reaktoru

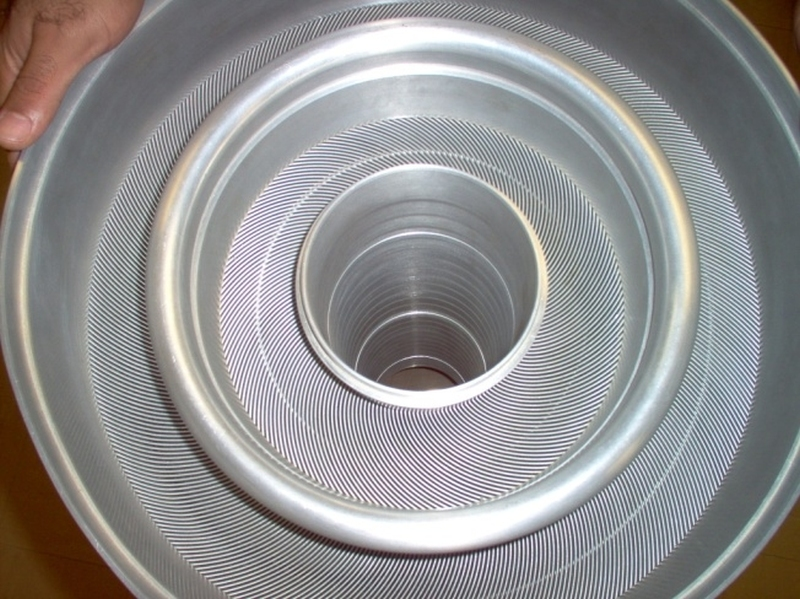
Foto palivové sestavy reaktoru HFIR

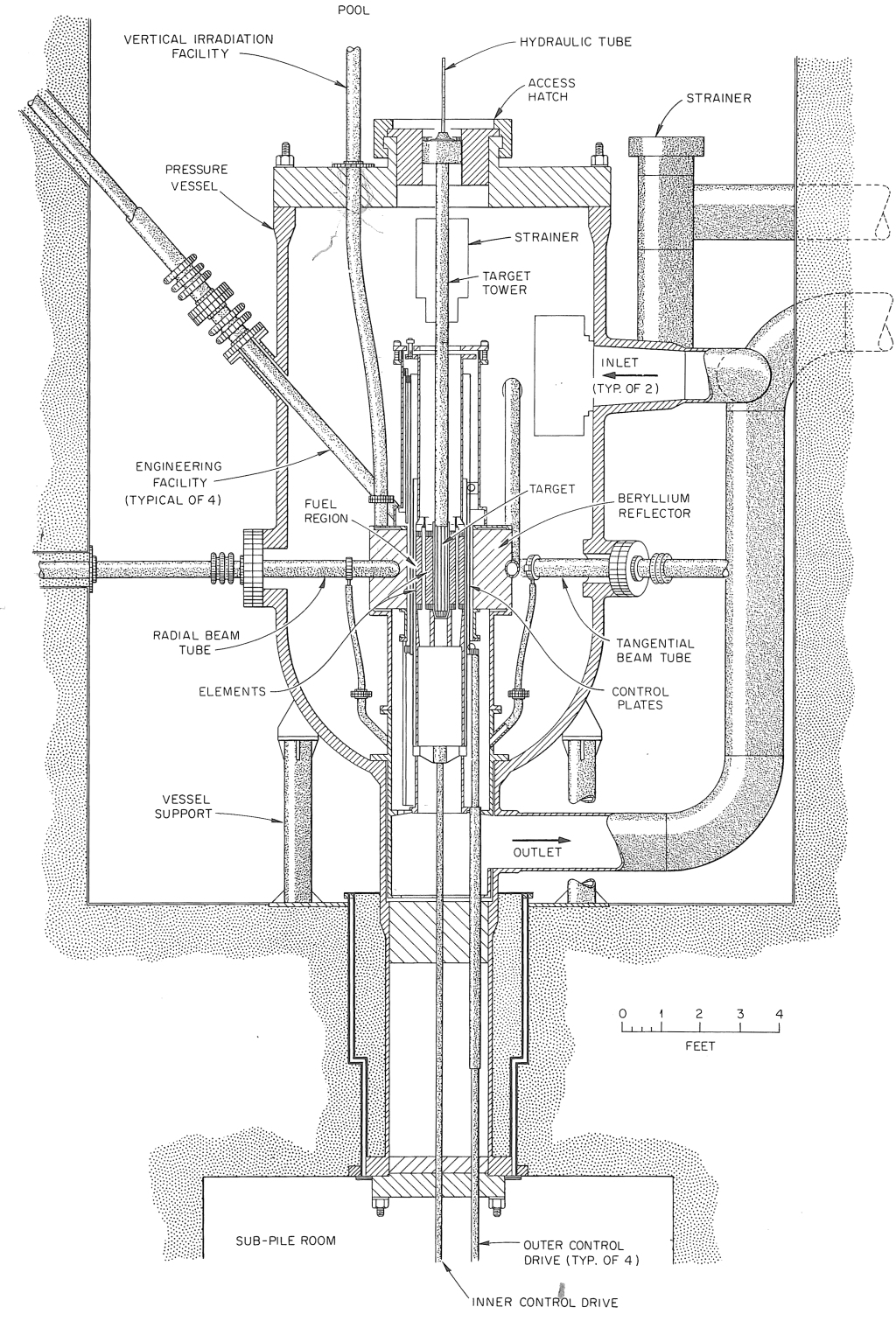
Vertikální průřez reaktoru

Sestava aktivní zóny reaktoru je v tlakové nádobě o průměru 2,44 m (8 stop) v bazénu s vodou. Horní část tlakové nádoby je 5.2 m (17 stop) pod hladinou bazénu. Mechanismy pohonu regulačních desek jsou v podpalubní místnosti pod tlakovou nádobou. Tyto vlastnosti poskytují nezbytné stínění pro práci nad aktivní zónou reaktoru a značně usnadňují přístup do tlakové nádoby, aktivní zóny a oblastí reflektoru.
Jádro reaktoru je válcové, asi 0,61 m (2 stopy) vysoké a 380 mm (15 palců) v průměru. „Lapač toku“ ve středu jádra tvoří otvor o průměru 12,7 cm (5 palců). Cíl je typicky naplněn Cm-244 a dalšími transurany a je umístěn na vertikální ose reaktoru v lapači toku. Palivová oblast je tvořena dvěma soustřednými palivovými články. Vnitřní prvek obsahuje 171 palivových desek, vnější prvek 369. Palivové desky jsou zakřivené ve tvaru evolventy, šířka chladicího kanálu je tudíž vždy stejná. Palivo (93% obohacený U-235 v U3O8-Al cermetu ) je nerovnoměrně rozloženo podél oblouku evolventy, aby se minimalizoval poměr radiální špičky k průměrné hustotě výkonu. Hořlavý jed (B-10) je obsažen ve vnitřním palivovém článku primárně pro zploštění špičky radiálního toku, což zajišťuje delší cyklus pro každý palivový článek. Průměrná životnost jádra s typickým experimentálním zatížením je při výkonu 85 MW kolem 23 dní.

## Vnitroreaktorová experimentální zařízení

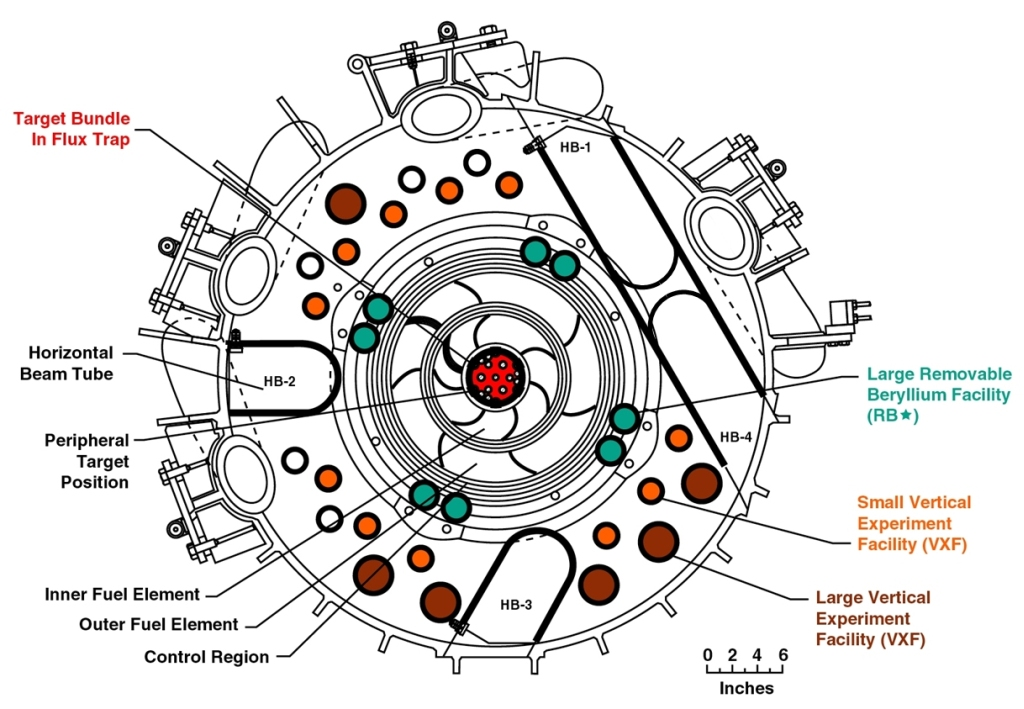
Průřez jádra reaktoru s vysokým tokem izotopů

### Pozice pro terče
V lapači toku je poskytnuto 31 pozic pro terče. Tyto pozice byly původně navrženy tak, aby byly obsazeny terčovými tyčemi používanými pro výrobu transuranů, tyto pozice však mohou být použity i pro jiné experimenty. Terče jsou navrženy tak, aby pojaly až devět 5cm kapslí pro ozařování vzorků. Použití tohoto typu ozařovací kapsle zjednodušuje výrobu, přepravu a zpracování po ozáření, což se promítá do nižších nákladů. 

### Zařízení s velkým odnímatelným beryliovým reflektorem
Osm ozařovacích pozic s velkým průměrem je umístěno v odnímatelném berylliu poblíž kontrolní oblasti. Vertikální středová osa těchto zařízení je 27.31 cm (10,75 palců) od svislé osy reaktoru a jsou vyloženy trvalou hliníkovou vložkou o vnitřním průměru 14.6 cm (1,811 palců). Tato zařízení jsou navržena pro experimenty s přístroji nebo bez nich. Konstrukce kapsle s přístroji může také podle potřeby využívat chladicí plyny. Přívody přístrojů a přístupové trubky jsou umístěny skrz prostupy v horní přírubě věnce a přes speciální prostupy v poklopu tlakové nádoby. Když se tato zařízení nepoužívají, obsahují beryliové nebo hliníkové zátky. Vzhledem k jejich těsné blízkosti k palivu jsou experimenty pečlivě přezkoumávány s ohledem na obsah neutronového jedu, který je omezený kvůli jeho vlivu na distribuci energie palivového prvku a délku palivového cyklu. Tyto pozice mohou pojmout stíněné experimenty, což je činí dobře vhodnými pro ozařování fúzních materiálů. Využití zařízení zahrnovalo výrobu radioizotopů; ozařování paliva vysokoteplotního plynem chlazeného reaktoru (HTGR); a ozařování potenciálních materiálů do fúzního reaktoru. Kromě tepelného toku je přítomen také tok rychlých neutronů. Pro tuto aplikaci jsou kapsle umístěny ve vložce obsahující tepelný neutronový jed, který blokuje tepelné neutrony podle potřeby. Tyto experimenty jsou pečlivě přezkoumány s ohledem na jejich obsah neutronového jedu a omezeny na určité polohy, aby se minimalizoval jejich účinek na sousední trubice paprsku rozptylující neutrony. 

## Zařízení na gama ozařování

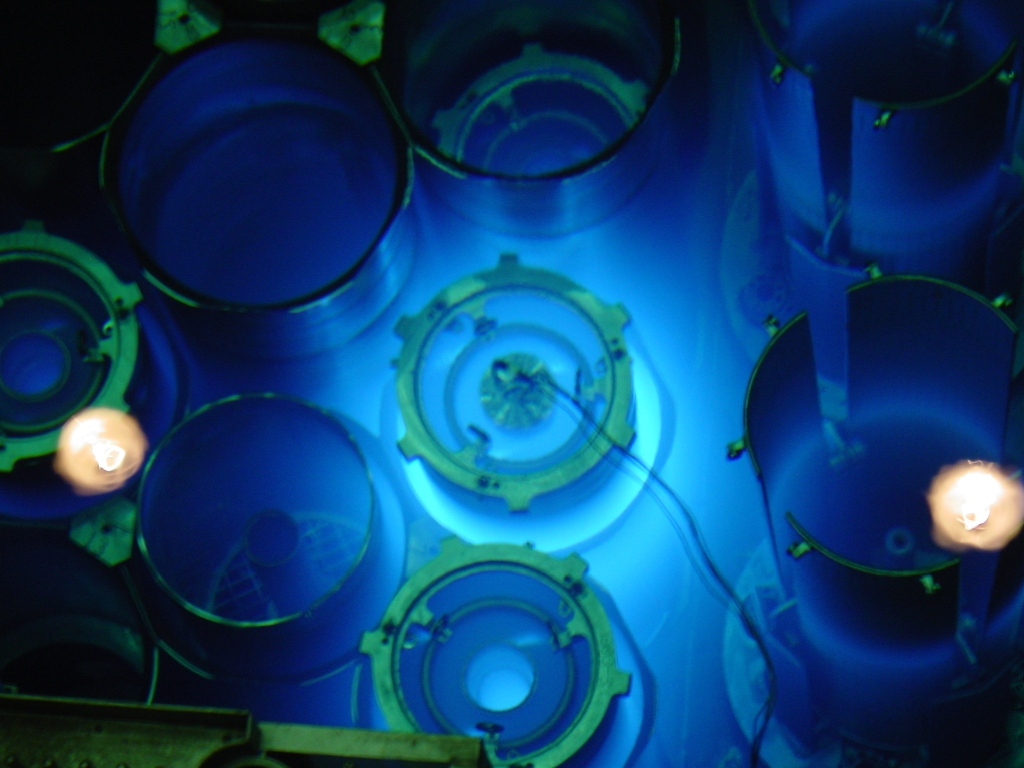
Články vyhořelého paliva z reaktoru vykazující Čerenkovovo záření

Zařízení HFIR Gamma Irradiation Facility je experimentální zařízení v HFIR určené k ozařování materiálů gama zářením emitovaného vyhořelým palivem HFIR v chladicím bazénu. Komora zařízení je vyrobená z trubek z nerezové oceli o tloušťce stěny 0,065 mm maximalizaci vnitřních rozměrů komory. Vnitřní komora má vnitřní průměr cca 83 mm (3.25 palců) a pojme až 64 cm (25 palců) dlouhé vzorky. 
Uvnitř komory lze dosáhnout velmi vysokých dávkových příkonů gama záření v závislosti na velikosti vzorku, materiálu, době ozařování, stáří paliva, poloze v zařízení atd., maximální dávkový příkon je 106 Gy/hr. Výběr vhodného článku vyhořelého paliva může poskytnout v podstatě jakýkoli požadovaný dávkový příkon. Kvůli sekundárním reakcím v materiálech vzorku a držáku v komoře vytvořili neutronové modely pro odhad skutečných dávkových příkonů pro vzorky v různých držácích a místech v komoře. Maximální dávkové příkony jsou blízko svislého středu komory a na horizontální středové ose komory. Axiální rozložení dávkového příkonu je téměř zcela symetrické. Personál HFIR je k dispozici, aby pomohl uživateli při navrhování držáků vzorků, aby bylo dosaženo požadovaných akumulovaných dávek a dávkových příkonů. Teploty vzorků lze odhadnout na základě dávkového příkonu. 